# 控方证人
《控方证人》（英語：Witness for the Prosecution）是一部1957年的美国法庭剧情电影，由比利·懷德导演，泰隆·鲍华、玛莲娜·迪特里茜、查尔斯·劳顿以及埃尔莎·兰彻斯特主演。本片的背景设在伦敦的奧卑利，改编自阿加莎·克里斯蒂的短篇小说，也是首部改編自阿加莎·克里斯蒂創作的影視作品，并在上映后頗受好評，贏得該年六項奧斯卡金像獎提名。本篇帶有黑色幽默元素，被認爲是少數超越阿加莎原作的改編。這部作品也是泰隆·鮑華生前最後主演的電影。

## 劇情
為人和善但遇事精明的英國倫敦刑事辯護律師韦菲爵士年邁體衰，在接受心臟病治療后，他的私人護士和管家都力促爵士遵循醫囑，不再接刑事案件辯護的案子，但一件涉嫌謀殺有錢寡婦的案子引起了他的興趣：發明家沃尔意外结识被害寡婦，雖只將她當成有趣的長輩，希望自己的發明事業能獲得資助。寡婦卻愛戀上他，並在遇害前修改遺囑，讓沃爾繼承八萬英鎊遺產。沃爾的事務律師認為事態嚴重，將自認無辜的沃爾轉介給爵士。沃爾唯一證人是德裔妻子克里斯汀。但沃爾夫人登門造訪時冷漠且疏遠的態度令韦菲爵士感到非比尋常，也使爵士所指派的手下律師認為勝算不大，尤其是她還承認兩人婚姻因重婚而無效。爵士決心親自接手，並且不讓沃爾夫人出庭當辯方證人，以免引起反效果。
開庭時，爵士還因健康問題在自家事務所接受診治，但他一到庭即壓下控方律師的氣燄，使衣上血跡這項警方證據無法被認定為來自被害人的血。
控方律師藉由第二位證人指稱被告曾協助被害者修改遺囑，因為被害人曾意圖嫁給比自己年輕很多的人。而在謀殺案發生前不久，被告與被害人同處一室聊天。爵士雖遵醫囑在庭上服藥，還童心大起玩起藥片，卻還是證明證人因遺囑修改而對被告心生怨懟，所謂被害人的意圖是證人自己的想法。而由於證人聽力有問題，聽聞兩人聊天云云並不可靠。
最後一天的最後一位控方證人竟是克里斯汀。她承認兩人婚姻無效，為了移籍英國而對沃爾隱瞞已婚事實。自承因不愛他且良心過不去而翻供指稱沃爾有罪，她的供詞也加強了之前諸位控方證人的證詞證據力。爵士力陳克里斯汀在結婚入籍等過程及最初供詞中一再說謊，當下的新供詞可信度存疑。控方律師則加強指出她的新供詞是宣誓後作出，且她知道偽證罪的嚴重性。
在盤詰被告時，爵士簡單帶過。控方律師則嚴加詰難，並指出一項新的事實：被告於謀殺案發生一星期之前曾造訪過旅行社，與接待員商討他照理說負擔不起的行程。並以此暗示被告早知將繼承大筆遺產而預謀行凶。
陪審團厭惡克里斯汀竟作證入自己丈夫於罪，又連番說謊，而同情飽受欺騙的沃爾。但這無助於情況證據對沃爾極端不利。就連爵士家的僕役都認為審判第二天即會結束，應當為之後的出境渡假作好準備。唯爵士本人對官司放心不下，決意要弄明白個中蹊蹺。
正當無計可施之際，爵士接到神秘的電話，聲稱要高價賣給他關於克里斯汀的底細。爵士買到的是克里斯汀所寫的一疊信。在法庭上的最後陳述中，爵士引經據典令法官同意重新傳召證人。爵士傳召克里斯汀並用計令她承認那些信是自己寫的，再讀出信中內容。原來是克里斯汀策劃改變證詞以入沃夫於罪，以便與秘密情人遠走高飛。
在爵士的努力下，陪審團終於判決無罪。審判結束後，爵士僕役們忙於為爵士安排渡假事宜，準備由法院直趨港口登船。遭群眾推擠的克里斯汀被推回法庭，和爵士單獨相處。她忍不住和盤托出一切，原來爵士一直受到蒙蔽。但被蒙在鼓裡的又不止是爵士。最終真凶伏法，而爵士取消渡假，原班人馬要為被利用而行凶的可憐女人出庭辯護。

## 演員

### 主演
- 泰隆·鮑華 飾 Leonard Vole, 被告
- 瑪琳·黛德麗 飾 Christine Vole/Helm, 被告之妻
- Charles Laughton 飾 Sir Wilfrid Robarts Q.C., 辯方律師
- 埃爾莎·蘭徹斯特 飾 Miss Plimsoll, 爵士的私人護士
- John Williams 飾 Mr. Brogan-Moore, 辯方的助理律師
- Henry Daniell 飾 Mr. Mayhew, Vole 的 事務律師。將案子推介給爵士。
- Ian Wolfe 飾 H. A. Carter, 爵士的管家及辦公室經理
- Torin Thatcher 飾 Mr. Myers 檢查官, 控方律師
- Norma Varden 飾 Mrs. Emily Jane French, 謀殺案被害人
- Una O'Connor 飾 Janet McKenzie, French夫人的女傭，控方證人
- Francis Compton 飾 Mr. Justice Wainwright, 法官
- Philip Tonge 飾 Chief Inspector Hearne, 刑事警官
- Ruta Lee 飾 Diana, 旁聽席上的年輕女子, 等待Leonard被無罪開釋

### 配角
- Patrick Aherne as the court officer
- Eddie Baker as a courtroom spectator
- Marjorie Eaton as Miss O'Brien
- Franklyn Farnum as an old barrister
- Bess Flowers as a courtroom spectator
- Colin Kenny as a juror
- Ottola Nesmith as Miss Johnson
- J. Pat O'Malley as the shorts salesman
- Jack Raine as Sir Wilfrid's doctor
- Ben Wright as court clerk (the officer reading charges)

## 制作
制片人亚瑟·霍恩布娄和爱德华·斯莫尔用了四十五万美元买下话剧的改编权。经改编后，辩护律师成为被塑造的中心角色。1956年4月，比利·懷德被任命为本片导演。
费雯丽和玛莲娜·迪特里茜是扮演女主角的最佳候选人。在男女主人公在德国夜总会相遇的闪回片段中，迪特里茜穿着她代表性的长裤。一位粗鲁的顾客撕下了裤管的一边，暴露了迪特里茜著名的美腿，引发了一场混乱。这一影片场景用了145位群众演员、38位替身演员和九万美元。

## 声明
在影片结束后滚动演职员表时，一个画外音如是说：
影院的管理部门建议，为了你还没看过此片的朋友能得到更好的观影乐趣，请不要向任何人透露《控方证人》结尾的秘密。
这是为了与影片的广告运作保持一致：该片的海报之一写道：“你会谈论它的，但请不要说出结尾。”
以下内容涉及剧透
为了使结尾保密，比利·懷德没有给演员们最后十页剧本，直到拍摄那些场景时才给他们。这一手段可能导致瑪琳·黛德麗最终没有拿到奥斯卡奖，因为联艺公司不想让鸡尾酒女郎实为黛德麗假扮一事引起注意。

## 反响
本片受到了极其正面的评价，目前在爛番茄网站上保持了100%的好评率。《電視指南》杂志给本片打了四星（最高五星），评价道：“《控方证人》是对阿加莎·克里斯蒂热门话剧的一部风趣简洁的改编电影，由比利·懷德带着精巧和生命力搬上银幕。”
本片获得六项奥斯卡奖提名但无一获奖，分别是最佳影片、最佳导演、最佳男主角（查尔斯·劳顿）、最佳女配角（埃尔莎·兰彻斯特）、最佳剪辑和最佳混音。兰彻斯特最终获得了金球奖最佳女配角奖。
本片进入了AFI百年百大驚悚電影和AFI百年百大英雄與反派榜单提名名单但落选，成功入选了AFI十大類型十大佳片中的法庭剧情片类第6位。

## 脚注

### 注
1. ↑  原文：